# Vasilij Evgrafovič Samarskij-Bychovec
Vasilij Evgrafovič Samarskij–Bychovec (in russo Василий Евграфович Самарский–Быховец?; 7 novembre 1803 – 31 maggio 1870) è stato un ingegnere russo, capo del Corpo degli ingegneri di montagna tra il 1861 e il 1870.
Ha dato il suo nome al minerale samarskite, scoperto nel 1847 sui monti Urali meridionali; successivamente dalla samarskite è stato isolato un elemento chimico nel 1879, al quale è stato dato il nome di samario. Di conseguenza Samarskij–Bychovec ha dato il suo nome sia al minerale sia, indirettamente, all'elemento chimico.